# Xã Washington, Quận Blackford, Indiana
Xã Washington (tiếng Anh: Washington Township) là một xã thuộc quận Blackford, tiểu bang Indiana, Hoa Kỳ. Năm 2010, dân số của xã này là 873 người.